# Iconoclasts
 (mars 2022).
Si vous disposez d'ouvrages ou d'articles de référence ou si vous connaissez des sites web de qualité traitant du thème abordé ici, merci de compléter l'article en donnant les références utiles à sa vérifiabilité et en les liant à la section « Notes et références ».
Iconoclasts est un jeu de plateforme créé par le développeur suédois Joakim "Konjak" Sandberg et édité par Bifrost Entertainment. Le jeu sort le 23 janvier 2018 sur PC (Windows, Mac, Linux), PlayStation 4 et PlayStation Vita, puis le 2 août 2018 sur Nintendo Switch.Il sort aussi le 23 janvier 2020 sur Xbox One.

## Gameplay
Iconoclasts est un jeu de plateforme 2D reprenant des éléments appartenant au genre du metroidvania. Le gameplay est un mélange d'exploration, de combat contre des ennemis et résolution de puzzle environnementaux.
Le personnage principal, Robin, obtient au cours de son aventure plusieurs outils qui seront autant utiles pour la résolution des puzzles que pour le combat. La clé est une arme de mêlée qui peut être utilisée pour serrer des écrous, s'agripper et (plus tard dans l'aventure) électrifier Robin ou d'autres objets/outils. Le foudroyeur peut faire des tirs simples ou faire un tir chargé, permettant de détruire certains obstacles. Le lanceur de bombe tire des bombes à retardement, mais le joueur peut aussi charger le tir pour tirer un missile (les deux projectiles peuvent être chargés électriquement). Le permuteur tire des rayons perçants et en chargeant le tir, Robin échange sa place avec l'objet ou l'ennemi touché.
Les personnages de Elro, Mina et Royal rejoignent l'équipe de Robin à plusieurs moments de l'histoire. Ils aident Robin dans les combats de boss, où pour les deux premiers, ils deviennent des personnages jouables au cours de l'histoire.
En trouvant des matériaux dans les coffres aux trésors, Robin peut fabriquer des modifs qui lui permettent d'obtenir des effets bonus.

## Histoire

### Univers
Le personnage principal est Robin, une aimable et naïve mécanicienne. Elle vit dans un monde où une entité religieuse nommé Le Projet (dirigée par une personne connue sous le nom de Mère) est au pouvoir. Le Projet est le seul détenteur et distributeur d'Ivoire, qui est le carburant utilisé pour le fonctionnement des machines de ce monde. À cause de l'aide que Robin apporte au gens en réparant leurs machines, les soldats du Projet la traquent et elle est décrétée criminelle et hérétique. Ces faits la forcent à s'enfuir à travers le monde avec ses alliés et à combattre Le Projet.
L'Ivoire est un liquide blanc qui existe dans chaque once de matière de la planète. Il est vénéré par Le Projet comme une matière sainte. En plus d'alimenter les machines, il peut donner des pouvoirs surnaturels à une poignée d'humains à travers un processus de fusion entre leur sang et l'Ivoire. Ceux qui survivent à ce processus tout en étant indemne, comme Mère ou Royal son successeur, sont considérés comme étant choisi par Lui, l'entité suprême de cette religion, pour être l'intermédiaire entre Lui et les hommes. Néanmoins ceux qui survivent, mais en étant amputé d'un ou plusieurs de leur membre, deviennent des agents, des gardiens sacrés du Projet possédant une force extraordinaire.
Les Isi sont un peuple vivant sous l'eau grâce à une ancienne technologie qu'ils ont retrouvé au fond de l'océan. Ils ont leur propre source d'alimentation en Ivoire, qu'ils récoltent sur le plancher océanique. Ils sont considérés comme des pirates par Le Projet.

### Synopsis
Robin est une mécanicienne non immatriculée de sa communauté, qui suit les pas de son père malgré la menace du Projet. Son frère Elro est un chimiste de la Brigade ChemiCo qui mène des recherches secrètes et subversives tout en élevant sa famille. Un jour, les agents Noir et Blanc du Projet surprennent Robin en train de réparer la maison d'Elro. Comme sanction, la maison est détruite par la Pénitence, tuant la famille d'Elro. Robin est jetée en prison où elle devient amie en s'échappant avec Mina, une pirate Isi. Dans sa fuite, Robin rencontre Royal, l'héritier de Mère. Royal aide Robin à s'enfuir du General Chrome, le chef de l'armée du Projet, et Mina les emmène dans la colonie cachée d'Isilugar. Robin et Mina réussissent à repousser un assaut du Projet sur Isilugar, tuant l'agent Blanc au passage. Néanmoins, l'agent Noire s'enfuit en prenant Samba, qui est la copine de Mina, en otage.
La recherche de Samba mène Robin, Elro et Mina à une base secrète du Projet où des enfants sont formatés pour être la fondation d'une future société en accord avec les écritures saintes. Pendant le sauvetage de Samba, l'agent Noire arrache le bras gauche d'Elro à cause d'un vieux différent et s'apprête à le tuer, mais le Général Chrome intervient et envoie Elro dans un hôpital du Projet, au grand désarroi de Noire. Dans le chaos, Robin est expulsé et tombe dans une base souterraine abandonnée où elle y retrouve Royal. Ils activent accidentellement une machine extraterrestre et la détruise, mais celle-ci a envoyé un message dans le ciel au moment de sa destruction.

## Développement
Iconoclasts a été en développement depuis 2010. Il a d'abord été nommé Ivory Springs puis The Iconoclasts. L'existence du jeu a été dévoilée en 2011. En 2015, il a été annoncé que le jeu pourrait être sorti sur PlayStation 4 et PlayStation Vita avec l'aide de Bifrost Entertainment. En 2017, la date de sortie du jeu a été annoncée pour le 23 janvier 2018.
Le jeu utilise le moteur de jeu Construct Classic. Une démo a été mise en ligne sur le site officiel du jeu. La bande-son a été composée par Joakim Sandberg et est sortie le 1er février 2018.

## Réception
Graham Smith de Rock, Paper, Shotgun a dit que l'action dans la démo du jeu est "spectaculaire et tactique". Dès sa sortie, Iconoclasts a reçu des critiques "généralement favorable" sur Metacritic avec un score de 87 sur PC. Le jeu a reçu un très bon accueil pour ses graphismes, ses personnages, son histoire et son sujet traité, néanmoins il a aussi été critiqué pour sa linéarité. Le jeu a été nommé comme "Fan Favorite Indie Game" pour la Gamers' Choice Awards.